# نونگ بوا لامفو
نونگ بوآ لامفو (به تایلندی: หนองบัวลำภู) یک شهر در تایلند است که در استان نونگ بوا لامفو واقع شده‌است.

## خصوصیات
نونگ بوآ لامفو ۳۹٫۵ کیلومترمربع مساحت و ۲۱٬۰۷۲ نفر جمعیت دارد.